# Slaget vid Uddevalla
Slaget vid Uddevalla ägde rum den 28 augusti 1677. Det var en del av kriget mot Danmark 1675–1679, även kallat skånska kriget, där slaget vid Lund blev avgörande för krigets utgång. I norr sökte den Norska armén under ståthållaren i Norge Ulrik Frederik Gyldenløve inta Bohuslän och Göteborg. Rikskanslern Magnus Gabriel De la Gardie var här svensk överbefälhavare med underbefälhavarna Claes Breitholtz och Per Larsson Sparre som ledde kavalleriet respektive artilleriet. 
Den svenska arméfördelningen hade fått missvisande information om danskarnas framryckning och överrumplades när infanteriet under skydd av kavalleriet och artilleriet tågade ut från Uddevalla mot Göta älv, där man tänkt invänta lägligt tillfälle till motoffensiv. Svenskarna lyckades sätta sig i säkerhet vid Kuröds bro men slaget var förlorat.